# 발타사르 그라시안

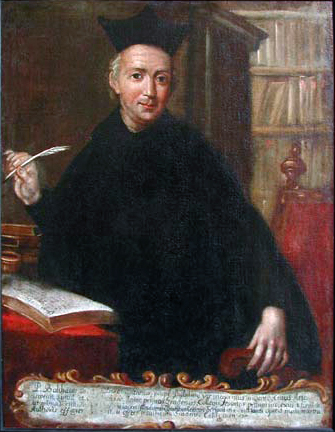

발타사르 그라시안 이 모랄레스(스페인어: Baltasar Gracián y Morales, 1601년 1월 8일 - 1658년 12월 6일)은 스페인의 철학자, 사제, 작가이다. 아라곤 근처의 벨몬테 출신으로써 니체 등의 칭송을 받았다.

## 생애
의사의 아들이었던 그라시안은 어린 시절 사제였던 삼촌과 함께 살았다. 그는 1621년과 1623년에 예수회 학교에서 공부했고 사라고사에서 신학을 공부했다. 1627년에 서품을 받았고 1635년에 종신서원을 했다.
그는 1633년에 예수회의 서원을 했으며 다양한 예수회 학교에서 교육에 헌신했다. 그는 우에스카에서 시간을 보냈는데, 그곳에서 지역 학자 빈센시오 후안 데 라스타노사와 친분을 쌓았고, 그의 도움으로 지적 성장에 중요한 이정표를 달성할 수 있었다. 그는 설교자로서 명성을 얻었지만, 설교단에서 지옥에서 보낸 편지를 읽는 것과 같은 일부 웅변적 표현은 그의 상급자들에게 눈살을 찌푸리게 했다. 그는 타라고나 예수회 대학의 학장으로 임명되었고 『영웅』(El héroe), 『정치인』(El político), 『신중한 자』(El discreto)와 같은 궁정 행동 모델을 제안하는 작품들을 저술했다. 카탈루냐 반란 동안, 그는 1646년 예리다(레리다)의 프랑스 포위를 해제한 스페인 군대의 군종 신부였다.
1651년, 그는 상급자들의 허락 없이 『비평가』(El Criticón)의 첫 번째 부분을 출판했고, 이는 그가 반복적으로 불복종한 일이었다. 그것은 예수회의 불쾌감을 초래했다. 꾸짖음을 무시하고, 그는 1657년에 『비평가』의 두 번째 부분을 출판했고, 그 결과 그는 제재를 받아 1658년 초에 그라우스로 추방되었다. 곧, 그라시안은 다른 수도회의 회원 자격을 신청하는 편지를 썼다. 그의 요구는 받아들여지지 않았지만, 그의 제재는 줄어들었다. 1658년 4월, 그는 타라소나 대학 산하의 여러 소임을 맡게 되었다. 그의 건강 악화로 칼라타유드 지방 회의에 참석하지 못했고 1658년 12월 6일 아라곤 왕국의 사라고사 근처 타라소나에서 그라시안은 사망했다.
그라시안은 콘셉티스모(개념주의)로 알려진 스페인 바로크 문학 스타일의 가장 대표적인 작가이며, 그는 그 중 가장 중요한 이론가였다. 그의 『재치와 창의성의 기술』(Agudeza y arte de ingenio)은 동시에 개념주의 스타일의 시학, 수사학 및 선집이다.
1985년, 그가 태어난 아라곤의 마을 벨몬테 데 칼라타유드(벨몬테 델 리오 페레힐레스)는 그를 기리기 위해 공식적으로 이름을 벨몬테 데 그라시안으로 변경했다.

## 예술 이론

### 예술과 자연
고전적·기독교적 인간학의 기본을 이루는 지식이 지닌 의미에서 보자면 인간은 하나의 예술 작품, 비유적으로 옹기장이로 묘사되는 창조주의 형상을 따라서 같은 모습으로 빚어진 대우주의 거울로서 훌륭하게 만들어진 소우주이다. 자연은 인간을 "모든 피조물의 정수"로 만들었고, 예술은 몸에 밴 연습 그리고 취향과 이성을 형성하는 것을 통해서 인간을 하나의 우주로 만들어야만 한다. 그럼으로써 예술은 자연을 완전하게 만들고, "제 2의 다른 존재"가 된다. 예술이 없다면 자연은 계속 거친 것으로 남아있게 된다. 인간은 한 세계 속에 세워져 있는 것이고, 그 세계가 지닌 질서, 미 그리고 유용성이 창조주의 활동을 증명하는 것이다. 창조주는 완벽하게 자연적 질서를 만들었으며, 인간은 자신의 활동으로 그 질서를 넘어설 수 없다. 인간이 활동하면서 덧붙이는 것은 불완전한 부분으로만 남는다. 이런 질서는 그 자체로는 다시 대조의 조화이다. 인간은 우주의 조화를 방해하고, 전도시키고 심지어는 파괴할 수도 있다. 그는 항상 "가짜" 외모에 사로잡혀 있고, 일생 동안 사람을 현혹시키는 형상들, 수수께끼 같은 기호와 왜곡시키는 가면이 있는 미로에 사로잡혀 있다. 인간이 "미망에서 깨어나는 것"을 통해서 미리 세상의 전도된 상태를 꿰뚫어보고 존재와 가상을 구분하는 것을 배우고 난 다음에야 비로소 죽음이 궁극적으로 환영으로부터 해방시킨다. 얼굴은 가장 고상한 인간의 감각 기관이다. 존재론적인 인식론과 신학적-인간학적 인식론을 배경으로 삼고서 예술을 만들고, 이해하고, 그것에 의미를 부여하는 일이 이루어진다.

### 미와 개성
질료와 형상화된 작품 사이의 긴장은 자연과 예술 사이의 긴장과 상응한다. 예술은 자연이 준 것을 고귀하게 변형시킨다. 그럼으로써 예술은 "자연의 케이론"(켄타우로스 케이론, 온화하고 현명한 의술의 대가이며 유명한 영웅들의 스승)이 된다. 예술의 완성은 인공적인 것이 아니라, 훌륭한 솜씨 속에 존재하는 것이다. 예술적 세련됨의 과정은 우아함과 완전함 속에 있는 보다 높은 존재의 영역에서 예술을 다시금 자연으로 인식하도록 이끈다. 미는 항상 능숙한 솜씨를 필요로 한다. 솜씨 좋은 노력을 통해서 전혀 힘든 것처럼 보이지 않는 자연스러움이 달성되고, 자연스러움은 어려움을 극복하기 위해서 쏟아 부은 노고가 더 이상 드러나지 않도록 만든다. 최상의 정신적 융합 상태와 수단의 완전한 제어로 이루어진 숙련된 능숙함 혹은 숙련된 예술은 진정한 개성, 말과 행동에서의 개성의 우월함을 최상의 형태로 드러낸다. 그것을 통해서“개성적 인물”과 “군중”은 구별된다. 추와 미의 구분은 동시에 도덕적으로 성숙하고, 신중하고, 판단 능력이 있는 개성과 어리석음을 구별하는 것이다.

### 완성으로서의 예술
"영리한 사람"은 상당 부분의 삶을 자연과 예술의 기적을 탐구하는 것에 사용한다. 책 영리한 사람의 부조 18에서 개념 쌍 "문화와 조미료"는 비유적으로 미학적 핵심 용어의 구조 속에 배열되어 있다. 교양과 우아함의 아버지는 "능숙함"이다. 예술은 전면적인 완성을 지향한다. 교양의 어머니는 "훌륭한 기질"과 훌륭한 소질이다. 능숙함과 좋은 취향 그리고 장식이 교양의 형제자매로 언급된다. "문화는 그 자체로 유용함과 이익을 만들어낸다. 정신문화는 항상 세련된 행동과 몸가짐을 포함한다. "조미료 aliño"라는 단어는 세바스티안 데 코바루비아스의 책 카스텔라나 언어의 보물에서는 "구성하다", "장식하다"는 말로 돌려서 표현되어 있고 어원적으로 "줄을 맞추어 선 à linea"이라는 단어와 결부된다, 왜냐하면 "대오에 맞게 정돈되어 있고 자신의 분수와 처지를 벗어나지 않는 모든 것들은 자신의 경계를 지키는 것처럼 보이기" 때문이다. "아름다운 Lindo"이라는 단어는 (잘못) "울타리linde"라는 단어와 연결되어 있다("조미료"="화려한 옷"). 그럼에도 불구하고 교양, 지식만으로는 충분하지 않다. 의지 그리고 무엇보다 사교 모임에서의 말하는 법에 대한 교육이 이루어져야만 한다. 영혼의 안내자로서 그라시안은 "조미료"라는 생각을 종교적 삶으로 확장하고 "종교적 정중함"에 귀속되어 있는 "향기가 나는 밝음"에 대해서 이야기를 한다. 그것으로써 삶의 형식인 미와 완전함은 정신적으로 심오한 차원을 얻게 된다. 그 차원은 신적 영역과 인간적이고 세속적인 영역, 경건함과 교양, 경배와 문화를 실존적 통일로 결집시키고, 과거에 병사들에게 그랬던 것처럼 궁정인들에게 광범위한 종교적 소명을 준다.

### 친절함과 취향
미학적 개념이 도덕적 규범과 결부되어 있는 것은"친절함"이 발휘하는 역할을 보여준다. 친절함은 "미"의 개념과 비슷하게 때때로 비유적으로 언급되어서 도입되고 상징적으로 "새매"의 모습으로 표현된다. 왕립 아카데미에서 간행한 권위 있는 사전의 정의에 따르면 "친절함galantera"은 섬세하고, 꾸민 사교의 형식에만 한정되는 것이 아니라 "우아함과 수려함"을 지닌 대상이 만들어지고, 언어적으로 언명되고 묘사되는 방식도 포함하고 있다. 이런 연관 관계 내에서 예를 들면 편지 쓰는 기술, 대화 기술 혹은 라틴어 시를 번역하는 기술도 친절한 능력으로 간주된다. 적절한 "말과 행위"로 이루어진 일화적이고 교훈적인 "친절함"은 "취향을 정복하기 위한 온화한 무기"를 준다. "정신적 능숙함과 명확함", "모든 완벽함을 지닌 삶", "보석 중의 보석" 그리고 "좋은 취향의 마술" 이 없으면 모든 미도 죽은 것이 될 것이다 (그리고 모든 "우아함은 불행이 될 것이다"). "정신적 능숙함과 명확함"은 설교와 연설에서 예리한 정신에 광채를 부여한다. "분별력의 박물관"(불평꾼 2장), 즉 정신과 지식의 보물 창고에는 표본적 작품들이 수집되어 있다. "취향"은 "분별력"과 비슷하게 격렬한 느낌, 감정에 의한 호감, 특정한 가치에 대한 애착이 아니라, 오히려 인식을 사용해서 조사하는 분별력과 확실한 판단 능력이다. 지식과 취향은 밀접하게 연관되어 있다. "놀라움이 무지의 딸이기도 하지만, 그것은 훌륭한 취향의 어머니이기도 하다." 취향은 계속해서 새로운 것을 추구하고, 호기심에 차서 뒤를 돌아보는 법이 없지만, 항상 선택된 사람에 의해서 열정적으로 움켜져 있다. 취향은 독서에 의해서 형성되는 것이 아니라, 실제적으로는 정신이 충만한 대화 속에서 형성된다.

## 수용
18세기에 취향 개념을 둘러싸고 유럽에서 벌어졌던 논쟁에서 그라시안은 근본적으로 아주 중요하다. 무엇보다도 그의 책 손금은 수많은 번역을 통해서 국제적으로 널리 전파 되었으며 오늘날에도 연설 전략과 영업 전술을 교육하는 것에 사용된다. 그라시안의 예리함, 재치있게 개념을 만들어내는 기술, 의미를 가지고 벌이는 유희 이론은 수사학적으로 세련된 양식 기술과 놀라움으로 가득 찬 예술 양식 기술에 대한 지시 이상이다. 그것은 교묘하게 시를 짓는 것을 다루는 바로크 시(詩)이론으로 이끈다. 이 이론은 현대에 문학적 인위성과 비유적 언급의 창조적 환상으로 이루어진 유희 공간을 계속해서 확대시킨다.

## 참고 문헌목록

### 저서
El Criticón, hg. Von M. Romera-Navarro, Philadelphia 1938-1940. Obras completas, hg. Von M. Batllori/C. Peralta, Madrid 1969.
B. G., Handorakel und Kunst der Weltklugheit(dt. Übers. Von A. Schopenhauer), Stuttgart 1992. Obras completas, hg. Von E. Blanco, Madrid 1993.

### 참고 문헌
W. Krauss, Graciáns Lebenslehre, Frankfurt am Main 1947.
F. Schümmer, Die Entwicklung des Geschmacksbegriffs in der Philosophie des 17. und 18. Jahrhunderts, in: Archiv für Begriffsgeschichte I (1995) S. 120-141 H.
Jansen, Die Grundbegriff des B. G., Genf 1958.
G. Schröder, B. Graciáns Criticón. Eine Untersuchung zur Beziehung zwischen Manierismus und Moralistik, München 1966.
Ders., Gracián und spanische Moralistik, in: K. von See u. a. (Hgg.), Neues Handbuch der Literaturwissenschaft, Bd. 10, Frankfurt am Main 1972, S. 257-279.
R. Brandt, Marginalie zur Herkunft des Geschmacksbegriffs in der neuzeitlichen Ästhetik (B.G.), in: Archiv für Geschichte der Philosophie 60(1978) S. 168-174.
E. Hidalgo Serna, Das ingeniöse Denken bei B. Gracián, München 1985.
B. Pelegrín, Ethique et esthétique du baroque, Arles 1985.
G. Schröder, Logos und List. Zur Entwicklung der Ästhetik in der frühen Neuzeit, Königstein 1985.
B. Pelegrín, Arquitextura y arquitectura del Criticón. Estética ý ética de la escritura graciana, in: S. Neumeister/D. Briesemeister (Hgg.). El mundo de Gracián, Berlin 1991, S. 51-66.
M. Blanco, Les Rhétoriques de la Pointe. B. Gracián et le conceptisme en Europe, Paris 1992.
P. Werle, El Héroe. Zur Ethik des B. Gracián, Tübingen 1992.
K. Hellwig, Die spanische Kunstliteratur im 17. Jahrhundert, Frankfurt am Main 1996.
H. C. Jacobs, Schönheit und Geschmack. Die Theorie der Künste in der spanischen Literatur des 18. Jahrhunderts, Frankfurt am Main 1996.

### 한국어로 번역된 책
발타자르 그라시안, 김경민 옮김: 미래를 내다볼 수 있는 지혜, 서울(신라출판사) 2006.
발타자르 그라시안, 김수영 옮김: 삶의 지혜. 실천편, 서울(예솜출판) 2005.
발타자르 그라시안, 김수영 옮김: 삶의 지혜. 명상편, 서울(예솜출판) 2005.
발타자르 그라시안, 김수영 옮김: 삶의 지혜. 자아편, 서울(예솜출판) 2005.
발타자르 그라시안, 쇼펜하우어 편집, 박민수 옮김. 세상을 보는 지혜, 서울(아침나라) 2004
발타자르 그라시안, 남진희 옮김: 그라시안과 나누는 지혜로운 삶을 위한 대화, 서울(푸른숲) 1997.
발타자르 그라시안 지음, J. 레너드 캐이 편집, 김미경 옮김. 그라시안의 삶의 지혜, 서울(동녘) 1993.